# Ідеальне коло
«Ідеальне коло» — воєнна драма, події в якій відбуваються під час облоги Сараєва у 1992—1996 роках. Прем'єра стрічки відбулась на кінофестивалі у Монреалі.

## Сюжет
Боснійський поет Хамза відсилає доньку та дружину з Сараєва до Хорватії, щоб вберегти їх від війни. Він знаходить двох сиріт Адіса та Керіма, які шукали свою тітку. Тепер Хамза має вберегти і їхні життя адже триває облога Сараєва.

## У ролях
| Актор               | Роль    |
| ------------------- | ------- |
| Мустафа Надаревич   | Хамза   |
| Алмедін Лелета      | Адіс    |
| Алмір Подгорица     | Керім   |
| Йосип Пеякович      | Марко   |
| Ясна Діклич         | пані    |
| Мірела Ламбик       | Міранда |
| Аміна Бегович       | Гордана |
| Султана Омербегович | Івана   |

## Створення фільму

### Виробництво
Зйомки фільму проходили в Сараєво, Боснія і Герцеговина.

### Знімальна група
- Кінорежисер — Адемір Кенович
- Сценаристи — Адемір Кенович, Абдула Сідран, П'єр Жалиця
- Кінопродюсери — Сільвен Бурштейн, Дана Ротберг, Петер ван Фогельпол
- Композитори — Есад Арнаутович, Ранко Райтман
- Кінооператор — Міленко Угерка
- Кіномонтаж — Крістел Танович
- Художник-постановник — Кемал Хрустанович
- Художник по костюмах — Саня Дзеба[3].

## Сприйняття

### Критика
Фільм отримав позитивні відгуки. На сайті Rotten Tomatoes оцінка стрічки становить 100 % із середньою оцінкою 4,4/5 на основі 399 голосів від глядачів, Internet Movie Database — 8,2/10 (1 625 голосів).

### Номінації та нагороди
| Нагороди та номінації фільму «Ідеальне коло» | Нагороди та номінації фільму «Ідеальне коло» | Нагороди та номінації фільму «Ідеальне коло» | Нагороди та номінації фільму «Ідеальне коло» | Нагороди та номінації фільму «Ідеальне коло» | Нагороди та номінації фільму «Ідеальне коло» |
| Рік                                          | Кінофестиваль/кінопремія                     | Категорія/нагорода                           | Номінант                                     | Результат                                    |                                              |
| -------------------------------------------- | -------------------------------------------- | -------------------------------------------- | -------------------------------------------- | -------------------------------------------- | -------------------------------------------- |
| 1997                                         | Каннський кінофестиваль                      | Приз Франсуа Шале                            | Адемір Кемович                               | Перемога                                     |                                              |
| 1997                                         | Європейський кіноприз                        | Найкращий сценарист                          | Адемір Кенович, Абдула Сідран                | Номінація                                    |                                              |
| 1997                                         | Європейський кіноприз                        | Найкращий фільм                              | Петер ван Фогельпол                          | Номінація                                    |                                              |
| 1997                                         | Паризький кінофестиваль                      | Спеціальний приз журі                        | Адемір Кенович                               | Перемога                                     |                                              |
| 1997                                         | Міжнародний кінофестиваль у Сент-Луїсі       | Вибір глядачів                               | Адемір Кенович                               | Перемога                                     |                                              |
| 1997                                         | Токійський міжнародний кінофестиваль         | Найкращий режисер                            | Адемір Кенович                               | Перемога                                     |                                              |
| 1997                                         | Токійський міжнародний кінофестиваль         | Гран-прі                                     | Адемір Кенович                               | Перемога                                     |                                              |
| 1997                                         | Міжнародний кінофестиваль у Вальядоліді      | Особлива згадка                              | Адемір Кенович                               | Перемога                                     |                                              |